# نيسوريا
نيسوريا (بالإيطالية: Nissoria)‏ هي بلدية في مقاطعة إنا في صقلية الإيطالية.

## السكان
في سنة 1861 بلغ عدد السكان 2٬555 نسمة، وتطور العدد ليصل في سنة 2011 لـ 2٬969 نسمة.
يظهر هذا المخطط البياني تطور النمو السكاني لـ نيسوريا